# Андрей Михайлов (политик, р. 1978)
Андрей Николаев Михайлов е български юрист и политик от „Има такъв народ“. Народен представител е от парламентарната група на „Има такъв народ“ в XLV, XLVI и XLVII народно събрание. Председател на Комисията по конституционни и правни въпроси в XLVI народно събрание. Председател на постоянната делегация в Парламентарната асамблея на НАТО 
в XLVII народно събрание. Работил е в дирекция „Антитръст“ в българската Комисия за защита на конкуренцията. Напуска "Има такъв народ" през 2022 г. 

## Биография
Андрей Михайлов е роден на 16 май 1978 г. в град София, Народна република България. Завършва право във Софийски университет
„Св. Климент Охридски“, получава следдипломна квалификация по право на Европейския съюз в СУ Св. „Климент Охридски“ и придобива докторска степен през 2025 г. Преминава различни обучения към Федералната търговска комисия на САЩ и Федералната картелна служба на Германия. Специализира в областта на правото на конкуренцията. и регулация на електронните съобщения. Защитава успешно докторска дисертация през 2025 г. във Военна академия "Раковски" на тема "Изпирането на пари при инвестиционни посредници - стратегически риск за сигурността". Автор е на книгата по право, озаглавена "Конкурентното право в телекомуникационния сектор", ISBN 978-954-285-054-0, издадена през 2025 г.https://www.ciela.com/konkurentnoto-pravo-v-telekomunikacionnija-sektor.html През 2025 г. издава и втората си монография, озаглавена "Управление на риска от изпиране на пари при инвестиционни посредници", ISBN 978-619-284-003-7. https://www.ciela.com/upravlenie-na-riska-ot-izpirane-na-pari-pri-investicionni-posrednici.html
На парламентарните избори през ноември 2021 г. като кандидат за народен представител е водач в листата на „Има такъв народ“ за 25 МИР София, откъдето е избран. Напуска политическа партия "Има такъв народ" на 01.11.2022 г. 